# كويكب نوع-Q

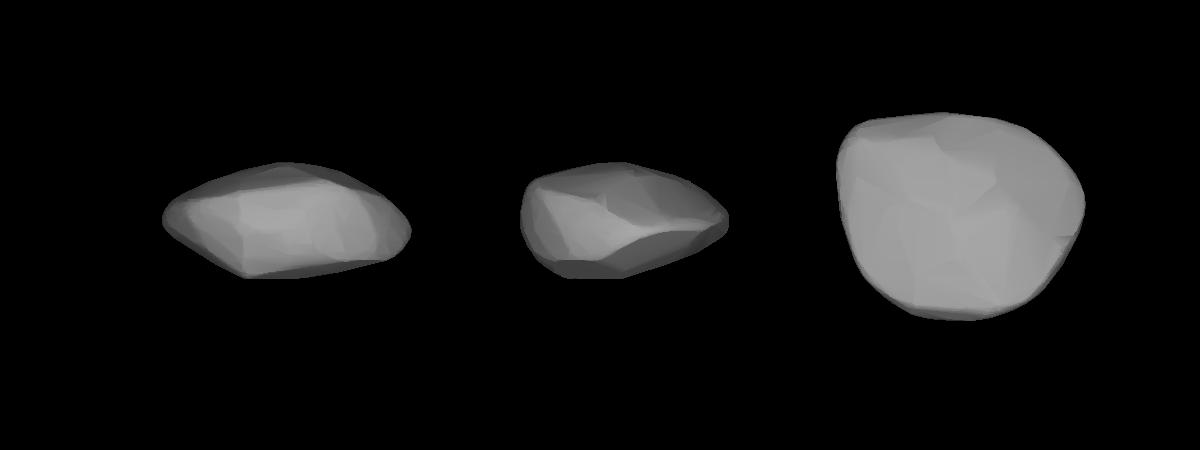

كويكب من النوع كيو أو (Q-type) هو كويكب نادر نسبياً يقبع في الجزء الداخلي لحزام الكويكبات , له طيف واسع وقوي عند 1 مايكروميتر يظهر معدن الأوليفين وكذلك بيروكسين , وفي الميل الطيفي يظهر وجود معادن، وتوجد خاصية امتصاص عند 0.7 مايكروميتر، والطيف بشكل عام يتراوح مابين طيف النوع في والنوع أس.
من ناحية طيفية، هذا النوع يبدو مشابهاً للكونديرتات العادية (وهي أكثر الأنواع شيوعاً بنسبة 87% من جميع الكونرديتات المعثور عليها) وهذا التشابه يبدو أنه الأقرب من بين جميع أنواع الكويكبات، هذا قاد العلماء إلى (التخمين) بأن هذا النوع ذو وفرة، لكن عدد قليل من هذا النوع قد تم تصنيفه، مثال على هذا النوع من الكويكبات أبولو 1862 , باشوس 2063.